# Tetracladium (schimmelgeslacht)
Tetracladium is een geslacht van schimmels uit de orde Helotiales. De typesoort is Tetracladium marchalianum.

## Soorten
Volgens Index Fungorum telt het geslacht 11 soorten (peildatum februari 2022):
| Soortnaam                  | Auteur(s)               | Publicatiejaar |
| -------------------------- | ----------------------- | -------------- |
| Tetracladium apiense       | R.C. Sinclair & Eicker  | 1981           |
| Tetracladium breve         | A. Roldán               | 1989           |
| Tetracladium ellipsoideum  | M.M. Wang & Xing Z. Liu | 2014           |
| Tetracladium furcatum      | Descals                 | 1983           |
| Tetracladium globosum      | M.M. Wang & Xing Z. Liu | 2014           |
| Tetracladium marchalianum  | De Wild.                | 1893           |
| Tetracladium maxilliforme  | (Rostr.) Ingold         | 1942           |
| Tetracladium nainitalense  | Sati & P. Arya          | 2009           |
| Tetracladium palmatum      | A. Roldán               | 1989           |
| Tetracladium psychrophilum | M.M. Wang & Xing Z. Liu | 2014           |
| Tetracladium setigerum     | (Grove) Ingold          | 1942           |